# Angeles (Philippines)
Thành phố Angeles (tiếng Filipino: Lungsod ng Angeles; tiếng Kapampangan: Lakanbalen Ning Angeles/Siudad Ning Angeles) là thành phố hạng 1 thuộc tỉnh Pampanga, Philippines (tọa độ: 15°08′40″B 120°35′30″Đ / 15,14444°B 120,59167°Đ). Thành phố này nằm gần Sân bay quốc tế Clark và Đặc khu kinh tế Clark (CSEZ) (trước đây là Căn cứ không quân Clark của Hoa Kỳ). Dân số năm 2000 của thành phố này là 263.971 người và có 55.769 hộ. Diện tích thành phố 66,16 km2.

## Các phường (Barangay)
Thành phố Angeles được chia ra làm 33 phường barangay.
| - Agapito del Rosario - Anunas - Balibago - Capaya - Claro M. Recto - Cuayan - Cutcut - Cutud - Lourdes North West - Lourdes Sur - Lourdes Sur East | - Malabanias - Margot - Mining - Pampang (Sto. Niño) - Pandan - Pulungbulu - Pulung Cacutud - Salapungan - San Jose - San Nicolas | - Santa Teresita - Santa Trinidad - Santo Cristo - Santo Domingo - Santo Rosario (Pob.) - Sapalibutad - Sapangbato - Tabun - Virgen Delos Remedios - Amsic - Ninoy Aquino (Marisol) |